# La Confiteria (Barcelona)
La Confiteria és una obra modernista de Barcelona protegida com a Bé Cultural d'Interès Local.
Establiment situat als baixos d'un edifici que ocupa una part d'un xamfrà de la Ronda de Sant Pau. L'obertura de l'antiga confiteria està afrontada al Carrer de Sant Pau amb un calaix situat sota la llosa de la balconada que conté el nom de l'establiment gravat a l'àcid. Aquest calaix emmarca les tres obertures amb els seus brancals corresponents que estan formats per una estructura mixta, metàl·lica i de fusta que arrenca a partir d'un sòcol d'obra. La part superior dels brancals està decorada amb la pintura al vidre d'uns angelets, i als brancals dels extrems hi ha unes vitrines metàl·liques. Sota dels aparadors hi ha una zona de sòcol on es troben finestres de ventilació de la zona del soterrani protegides amb reixes de ferro forjat. L'obertura central és un arrambador amb emmarcaments de fusta. Té dues portes d'accés decorades amb motius florals.
Pel que fa a l'interior, es conserva una gran part de la decoració original consistent en un gran moble aparador de prestatges amb fons de vidre treballat a l'àcid amb motius geomètrics. Aquest està rematat per uns plafons de fusta corbats amb motius vegetals i amb flors pintades a l'interior. Damunt d'aquests plafons i fins al sostre, hi ha unes pintures a l'oli sobre llenç que presenten figures femenines i paisatges bucòlics d'autor desconegut. També es conserva l'antic taulell de fusta amb decoracions florals, ara convertit en la barra de l'establiment, gràcies a un sòcol per a donar-li més alçada i es van treure uns calaixos de vidre —les bomboneres— per fer-lo més sòlid. Enmig del taulell es troba el moble de la caixa situat damunt del taulell, amb una base de marbre que suporta una estructura de vidre amb el rètol gravat a l'àcid. Similar és també el moble de l'antiga taula de comptabilitat de fusta i vidre ara usat com a element decoratiu situat en una cantonada. El local conserva també el paviment de rajola hidràulica original.

## Història
El local es va convertir en una confiteria entre el 1912 i el 1913. L'organització de l'espai responia als usos de la botiga amb l'obrador al soterrani i l'habitatge, a l'interior. El 1998 l'establiment va canviar d'usos i va passar a ser un bar de copes i de menjar.